# Política de bloques
Política de bloques es un término utilizado por la historiografía de la Edad Contemporánea para designar el sistema internacional caracterizado por la formación de bloques militares compuestos por países vinculados por una alianza militar y habitualmente por compartir una determinada ideología o un sistema político o económico. Esa identificación ideológica o socioeconómica no podría hacer que el bloque resultante sea más o menos homogéneo, pues en realidad lo que mantiene la cohesión de los bloques son los intereses geoestratégicos compartidos, la enemistad común frente a un bloque rival o bien, la imposición directa del liderazgo de una potencia sobre todos los países miembros.

No debe confundirse con los bloques políticos, un tipo de asociación o coalición política (véase bloque).
En el bloque occidental liderado por los Estados Unidos se incluían además de dos potencias nucleares (Reino Unido y Francia, aunque ésta manteniendo reservas a su integración), a Alemania Occidental y la mayor parte de los países de Europa Occidental (Noruega, Islandia, Países Bajos, Bélgica, Luxemburgo, Portugal, Italia y Grecia), a excepción de los que optaron por la neutralidad (Suiza, Suecia, Finlandia y Austria) o por una relación particular con Estados Unidos (Irlanda y España —que no ingresó hasta 1982, la última nación que lo hizo antes de la caída del muro de Berlín—). También formaban parte de la OTAN dos países no europeos (Canadá y Turquía). Fuera de Europa, las naciones asiáticas aliadas de Estados Unidos fueron principalmente los países islámicos denominados moderados (especialmente las monarquías del Golfo), Irán antes de la revolución de 1979, e Indonesia tras el golpe de estado de Suharto -1967-; por su parte, el carácter de la relación occidental con Pakistán, potencia nuclear enfrentada con la India, fue siempre un asunto complejo.
En el bloque socialista se incluían las naciones de Europa Oriental que habían correspondido al área de influencia soviética pactada en Yalta y Potsdam (Alemania Oriental, Polonia, Checoslovaquia, Hungría, Rumanía y Bulgaria), mientras que no se incluyeron Yugoslavia y Albania, socialistas pero discrepantes ideológica y políticamente con el comunismo soviético (desde perspectivas muy diferentes cada una). Fuera de Europa, en uno u otro momento, según la coyuntura política y militar, fueron aliados soviéticos la República Popular China (hasta la Ruptura Sino-Soviética de finales de los años cincuenta), Corea del Norte, Vietnam del Norte, Cuba y algunas naciones africanas (Etiopía desde 1977, Angola y Mozambique desde su descolonización en 1974, etc. La relación soviética con los regímenes del denominado socialismo árabe (Argelia, Libia, Egipto, Siria, Irak) fue siempre un asunto muy confuso.
Tras la desaparición de la Unión Soviética (1991),la ampliación de la OTAN hacia el este de Europa, con las incorporaciones de la mayor parte de los antiguos países del Pacto de Varsovia e incluso de antiguas repúblicas soviéticas, ha sido denunciada por la Federación Rusa como una política de hostigamiento hacia su espacio geoestratégico.
estaban formado por el auria hungiade países, destacadamente Japón, Italia y Estados Unidos).
Los bloques de la Segunda Guerra Mundial (1939-1945) fueron:
- el Eje Berlín-Roma-Tokio (Alemania, Italia y Japón, junto a otros países europeos, muchos de ellos ocupados);
- los Aliados (Reino Unido, Francia, URSS y desde 1941 Estados Unidos, junto a muchos otros países del resto del mundo).

E mientras que los aliados se definieron por su antifascismo, posponiendo sus diferencias al periodo siguiente (democracias liberales y comunismo soviético). No obstante, hasta el mismo comienzo de la guerra no estuvieron claramente determinadas las líneas de separación de ambos bloques: la Guerra Civil Española, en la que las democracias occidentales habían optado por una política de no intervención paralela a la política de apaciguamiento frente al expansionismo de la Alemania nazi de Hitler, había terminado en marzo de 1939;en agosto de ese mismo año se firmó el pacto nazi-soviético -toda una contradicción ideológica- que repartía Europa Oriental entre ambos totalitarismos. La postura de la Italia de Mussolini no fue de un la en el ya sorprendido compromiso total con Alemania hasta que fue evidente la derrota francesa (1940). La posición de la España de Franco fue todavía más contemporizadora: a pesar de enviar una división de "voluntarios" al frente ruso, tuvo especial cuidado de mantener la neutralidad y las relaciones fluidas con Inglaterra y Estados Unidos durante todo el conflicto.
Se ha intentado reconstruir mediante simulaciones matemáticas la lógica de la formación de los bloques en las guerras mundiales, obteniéndose distintos resultados que se aproximan más o menos a la realidad según la fecha para la que se aplica la simulación. El número y la entidad de las variables utilizadas en este tipo de simulaciones es necesariamente convencional.